# Morir dos veces
Morir dos veces es una telenovela mexicana dirigida por Alberto Cortés y producida por José Rendón para la cadena Televisa. Fue emitida por El Canal de las Estrellas del 26 de febrero al 10 de mayo de 1996. Fue protagonizada por Eduardo Palomo y Carina Ricco. Contando con las participaciones antagónicas de Manuel Landeta, Malena Doria y José Carlos Ruiz, además de la actuación co-protagónica de Alejandra Ávalos.

## Sinopsis
Silvana es un ama de casa como cualquier otra, vive con su hija Andrea y su esposo Cristóbal, juntos trabajan en una tienda de artesanías que Silvana obtuvo después de que su padre murió. Cristóbal y Silvana pasaban por una mala etapa, por lo que pensaban en divorciarse pero Silvana intenta a toda costa salvar su matrimonio, desafortunadamente los planes de Silvana por conservar su familia se desvanecen con la muerte de Cristóbal. Ella no entiende cómo su esposo siendo tan joven, pudo haber sufrido de un ataque al corazón. El cuerpo de Cristóbal estaba aún con vida cuando Silvana lo encuentra en su negocio y se da cuenta de que este ha sido saqueado. Después de un tiempo la mafia empieza a acosar a la pobre viuda para cobrarle cinco millones de dólares que su esposo le había robado. El comandante Esteban Pizarro está a cargo del caso y descubre los nexos que tenía Cristóbal con la mafia y el tráfico de drogas. Pizarro sospecha que Silvana fue quien en realidad asesinó a Cristóbal para quedarse con el dinero, haciendo creer a todos que es inocente, así que él intenta acercarse a ella para desenmascararla, pero lo único que descubre es que está perdidamente enamorado de ella. Aun cuando todos creen que Cristóbal ha muerto, este regresa convertido en un hombre malvado dispuesto a vengarse y a destruir a su esposa y al comandante Pizarro.

## Elenco
- Eduardo Palomo† - Esteban Pizarro
- Carina Ricco - Silvana Ibánez de Ruiz / Carola Alarcón
- Manuel Landeta - Cristóbal Ruiz/Andrés Acosta
- Alejandra Ávalos - Martha Luján
- Susana Alexander - Beatriz
- Irma Lozano† - Carmen
- José Carlos Ruiz - Orduña
- José Elías Moreno - Aarón Zermeño
- Javier Díaz Dueñas - Mauricio Ibánez
- Malena Doria† - Cristina Lezama Cortéz
- Elizabeth Katz - Lucy
- Jaime Garza - Sergio Terán
- Octavio Galindo† - Rubiano
- Vanessa Bauche - Carola Alarcón †
- Emely Faride - Yolanda
- Jaime Lozano - Isaías
- Luis Couturier - Enrique
- Constanza Mier - Andrea Ruiz
- Martha Ortiz - Gloria
- Mónika Sánchez - Minerva
- Ernesto Rivas - Nacho
- Carlos Rotzinger - Fernando Robles
- Fernando Sáenz - Víctor
- Enrique Singer - Julio Tafoya
- Jorge Victoria - Marcelino
- Jaqueline Robinson - Nancy
- María Dolores Oliva - La Chata
- Gonzalo Sánchez - Nicolás
- Susana González
- Rodrigo Abed
- Sabine Moussier - Reina
- Jorge Capin
- Esteban Franco
- Ángeles Balvanera
- Francisco Chanes
- Carlos Gusih
- Rubén Morales
- Ileana Pereira
- Úrsula Muno
- Jaime Vega
- Ricardo Vera

## Equipo de producción
- Idea original de: José Rendón
- Adaptación: Ximena Suárez
- Coadaptación: Alfonso Espinosa
- Edición literaria: Martha Carrillo
- Tema musical: Morir dos veces
- Interpreta: Manuel Mijares
- Música original: Jorge Avendaño
- Escenografía: Felipe López
- Ambientación: Rosalba Santoyo
- Diseño de vestuario: Gabriela Cuéllar
- Asesor de iluminación: Jorge Medina
- Edición: Fernando Valdés
- Gerente de producción: Daniel Estrada
- Coordinador de producción: Víctor Manuel Ceballos
- Dirección de cámaras: Miguel Valdés
- Dirección: Alberto Cortés
- Productor asociado: Roberto Hernández Vázquez
- Productor: José Rendón
- Fue una producción de: Televisa en MCMXCVI.